# The Hits of Baccara
The Hits of Baccara — альбом-сборник испанского дуэта Baccara, выпущенный в Западной Германии на лейбле RCA-Victor в конце 1978 года.

## Об альбоме
Одновременно с выходом альбома группа выпустила сингл «The Devil Sent You to Lorado» / «Somewhere In Paradise». Обе песни представлены на диске, наряду с основными хитами дуэта: «Yes Sir, I Can Boogie», «Sorry, I’m A Lady» и «Darling». Тем не менее, песня «Parlez-vous français?», с которой Baccara выступали на Евровидении-1978, в окончательный трек-лист по неизвестным причинам включена не была.
В 1990 году The Hits of Baccara был переиздан на компакт-диске с измененным трек-листом и под названием The Original Hits.

## Список композиций

### Сторона А
1. «The Devil Sent You to Lorado» (Ф. Достал, Сойя) — 4:07
2. «Koochie-Koo» (Достал, Сойя) — 4:04
3. «Adelita» (народная) — 2:31
4. «Sorry, I’m a Lady» (Достал, Сойя) — 3:39
5. «Cara Mia» (Достал, Сойя) — 2:59
6. «Granada» (Лара) — 4:21

### Сторона Б
1. «Baby, Why Don’t You Reach Out?» / «Light My Fire» (редактированная версия) (Достал, Сойя / Моррисон, Денсмор, Манзарек, Кригер) — 4:46
2. «Somewhere in Paradise» (Зентнер, Сойя) — 4:12
3. «La Bamba» (народная) — 3:04
4. «Darling» (версия 7" сингла) (Достал, Сойя) — 5:28
5. «Yes Sir, I Can Boogie» (Достал, Сойя) — 4:33

## Участники записи
- Майте Матеос - вокал
- Мария Мендиоло - вокал

## Чарты
| Чарт (1978—1979)   | Высшая позиция |
| ------------------ | -------------- |
| German Album Chart | 30             |